# Briord
Briord település Franciaországban, Ain megyében. Lakosainak száma 1102 fő (2022. január 1.). Briord Lhuis, Marchamp, Montagnieu, Seillonnaz, Bouvesse-Quirieu és Creys-Mépieu községekkel határos.

## Népesség
A település népességének változása:
| Lakosok száma | 393  | 520  | 618  | 833  | 946  | 1000 | 1016 | 1070 | 1095 | 1102 |
|               | 1968 | 1982 | 1990 | 2006 | 2013 | 2015 | 2017 | 2019 | 2020 | 2022 |